# Anaheim Piranhas
Die Anaheim Piranhas waren ein Arena-Football-Team aus Anaheim, Kalifornien, das in der Arena Football League (AFL) spielte. Ihre Heimspiele trugen sie im Arrowhead Pond of Anaheim aus.

## Geschichte
Die Piranhas wurden 1994, damals noch als Las Vegas Sting, in Las Vegas gegründet. Erst 1996 folgte der Umzug nach Anaheim und die Namensänderung in Piranhas.
Ihr größter Erfolg war der Playoffeinzug 1996.

### Saison 1996–1997 (AFL)
Nach ihrem Umzug nach Anaheim zogen die Piranhas gleich in ihrer ersten Saison durch 9 Siege und 5 Niederlagen in die Playoffs ein. In der ersten Runde unterlag man aber dem späteren ArenaBowl-Champion Tampa Bay Storm mit 16:30.
Die Saison 1997 sollte mit nur 2 Siegen aus 14 Saisonspielen enden. Kurz darauf wurde bekannt, dass sich die Piranhas auflösen würden.
Laut einem Bericht der Los Angeles Times verlief die Auflösung nicht ganz ohne Nachtreten. Erst drei Wochen vor der Auflösung etwa wechselte der Besitzer der Piranhas das komplette Management aus. Der damalige Trainer Mike Hohensee berichtete, dass er kurz bevor er über das Aus der Piranhas informiert wurde, auf Scouting-Tour war und den Kader für die anstehende Saison plante. Erst bei seiner Rückkehr wurde er dahingehend unterrichtet. Weiter führt er aus, dass die Unterrichtung so spät erfolgte, dass bereits alle Head-Coach-Positionen bei anderen Vereinen zu diesem Zeitpunkt bereits besetzt seien und er sich mit einem weniger lukrativ bezahlten Co-Trainer Job anfreunden müsse. Hohensee führte weiter aus, dass mit über 10.000 Zuschauern im Schnitt in der ersten Saison Anaheim prädestiniert für eine AFL-Franchise sei. Der Zuschauerrückgang in der zweiten Saison von 3000 Zuschauern sei aber wohl in den Finanzen zu spüren gewesen.

## Zuschauerentwicklung
| Jahre | Zuschauerdurchschnitt |
| ----- | --------------------- |
| 1996  | 13.225                |
| 1997  | 9.091                 |

## Stadion
Die Piranhas spielten damals im Arrowhead Pond of Anaheim, heute bekannt als Honda Center. Die Arena bot bei Arena Football Spielen Platz für 17.174 Zuschauer. Damals teilte man sich das Stadion unter anderem mit der Basketballmannschaft der Los Angeles Clippers und dem Eishockeyverein der Anaheim Mighty Ducks. Letztere sind heute noch in der Arena aktiv.